# Los Bukis
Los Bukis son una banda mexicana de música grupera fundada en el año de 1975 en la ciudad de Ario de Rosales, Michoacán, por el cantautor Marco Antonio Solís y su primo Joel Solís, conocida por su sencillo Tu Cárcel. Su primer éxito fue Falso amor y su estilo se hizo muy popular en Latinoamérica y los Estados Unidos. Vendieron en un año un millón de discos obteniendo así un disco de diamante, además de ganar premios Billboard como mejor grupo latino entre los años 1982 y 1995.

## Trayectoria
Los orígenes de Los Bukis se remontan a los inicios artísticos de Marco Antonio Solís en el año de 1970, cuando tenía 10 años de edad y con su primo Joel Solís deciden formar El Dueto Solís. Más tarde el nombre sería modificado por Los Soles Tarascos y posteriormente Los Hermanitos Solís, nombre con el que hacen su debut en televisión dentro del programa Siempre en domingo y graban su primer disco sencillo.
En el año 1974, la empresa discográfica Discos Melody (actualmente Fonovisa Records) los firma en exclusiva bajo el nombre «Los Bukis»; esta última palabra deriva de la denominación que se le da en el noroeste de México a los niños. Posteriormente, graban un LP titulado «Jugando con las estrellas»; este disco incluía temas de Marco Antonio Solís.
El talento y calidad del dueto son indiscutibles, pero les hace falta acompañamiento musical y surge la idea de convertirse en una agrupación. Buscan los elementos idóneos hasta que en el año 1975, queda conformado el grupo que dio vida a Los Bukis.
Grabaron su primer álbum oficial titulado Casas de Cartón (posteriormente llamado Falso Amor), incluyendo 2 temas inéditos de Marco Antonio Solís y 8 versiones. El que le da título al álbum, Falso Amor, fue uno de los temas más reconocidos del grupo. Una de las versiones del álbum que también le daría título en sus inicios, fue Casas de Cartón, del músico y cantautor venezolano Alí Primera. En el año 1976, con el tema Falso Amor, se hacen populares en Centro y Sudamérica. 
El segundo álbum de Los Bukis se llamó Te Tuve y Te Perdí, al que le siguió Me Siento Solo, de donde se desprenden los temas La Indiecita y Los Alambrados. Su cuarta producción fue Los Triunfadores, al cual pertenecen los temas Triste Imaginar, Eres y Las Holgazanas. Posteriormente vendría Mi Najayita, su quinta producción en la cual se incluyen los temas Estabas tan Linda, Me Muero Porque Seas mi Novia, Los Chicanos y Mi Najayita. Su sexta producción se llamó Presiento que Voy a Llorar, a la que le siguió Yo te Necesito; en su séptima producción se incluyen los temas Qué Lástima, Las Musiqueras, Te Esperaré y Yo te Necesito. 
En el año 1983, junto a otras agrupaciones como Los Potros y Los Solitarios, incursionan en el cine con la película Las Musiqueras, tema del cantautor mexicano Federico Curiel.
Ese mismo año, bajo contrato con la ya renombrada empresa Fonovisa Records, Los Bukis grabaron su octavo álbum Mi Fantasía, en la ciudad de Los Ángeles, California en los Estados Unidos, que incluye los temas Mi Fantasía y Necesito una Compañera, y un años después a finales del año 1984, publican su noveno álbum ¿A dónde vas?. También grabado en la ciudad de Los Ángeles, en los estudios Sound Recording por el ingeniero Sergio García, mismo quien a grabaría y mezclaría toda la trayectoria consecutiva de la agrupación. 
En el año 1986, Los Bukis publican su décima producción titulada Me Volví a Acordar de Ti; álbum grabado en los estudios de Baby O, también en la ciudad de Los Ángeles, pero fue mezclado en el estudio de discos GAS en la Ciudad de México. Este álbum fue un suceso de ventas por incluir el tema Tu Cárcel, superando el 1 350 000 copias vendidas. En el año 1987, este álbum les hizo merecedores de un Disco de Diamante.
Posteriormente se grabó el álbum, Si me recuerdas (1987), con el éxito Y Ahora te Vas, grabado, mezclado y publica en discos GAS en el año 1987. En ese mismo año, José Javier Solís abandonó la agrupación para probar suerte como solista con su álbum debut “No me olvidarás”, a su carrera le siguieron ocho álbumes más. La salida de Javier Solís le abrió las puertas a José "Pepe" Guadarrama para incorporarse como integrante de Los Bukis en percusiones tomando su lugar, pero además agregando a la agrupación por primera vez unos segundos teclados.
Para finalizar la década de los años 1980, la banda grabó un nuevo material llamado Y para siempre... es el decimosegundo álbum de Los Bukis lanzado en el año 1989.
Con el paso de los años, la agrupación fue evolucionando y en ese proceso fueron surgiendo cambios en su estructura y la agrupación quedó conformada con Marco Antonio Solís como director, voz solista y guitarra, Joel Solís con la guitarra y segunda voz, Eusebio "El Chivo" Cortez en el bajo eléctrico, Pedro Sánchez en la batería, Roberto Guadarrama en las segundas voces, trompeta y teclado electrónico y José "Pepe" Guadarrama en las segundas voces, saxofón y percusiones.
A lo largo de su carrera, Los Bukis fueron nominados varias veces a los Premios Grammy por su éxito alcanzado en los Estados Unidos, además recibieron varios Premios Lo Nuestro que otorga la revista Billboard y la promoción hizo que se colocaran algunas de sus interpretaciones en primer lugar en distintos países de Sudamérica que los hicieron acreedores de varios Discos de Oro.
En el año 1990, Los Bukis incursionan exitosamente por segunda vez en el cine con la película Cómo Fui a Enamorarme de Ti, basada en la canción homónima escrita por Marco Antonio Solís. La cinta fue presentada meses más tarde en la ciudad de Los Ángeles, alcanzando éxito de taquilla y 3 meses después fue premiada como la película con mayores ventas en la taquilla mexicana en todos los tiempos.
En el año 1991, lanzan su disco "A través de tus ojos" y en el año 1992, lanzan el disco Quiéreme, lanzado el 10 de marzo de ese mismo año. Este álbum destacó por clásicos como "Mi mayor necesidad" y "Quiéreme", los cuales contaron con vídeo clip de gran rotación en el continente. 
En el año 1993, Los Bukis lanzan Inalcanzable; es el decimoquinto álbum que graban en estudio y fue publicado el 1 de julio de ese mismo año. Fue el último álbum con los miembros de la época dorada del grupo, José Guadarrama y Eusebio Cortez. El álbum fue certificado oro en los Estados Unidos por la RIAA y fue nominado como Álbum Pop del Año en el VI Premios Lo Nuestro en el año 1994.
En el año 1995, tras la salida de José Guadarrama y Eusebio Cortez. Marco Antonio contrato a nuevos elementos y meses después dan a conocer su nuevo y ultimo álbum llamado Por amor a mi pueblo lanzado el 2 de mayo de ese mismo año. El álbum tuvo una certificación de oro en los Estados Unidos por la RIAA. Fue nominado a álbum Pop del año en el Premio Lo Nuestro del año 1996. Cabe señalar que este disco se promocionó poniendo en primera plana el nombre de Marco Antonio por delante del grupo, dando a entender su protagonismo como líder y figura central de la banda.  
El 18 de mayo del año 1996, Los Bukis dieron su última presentación ante más de cien mil espectadores en el salón Río Nilo de la ciudad de Tonalá, Jalisco. Tras esto Marco Antonio decide terminar la banda para centrarse en el inicio de su carrera solista. La banda, con sus múltiples éxitos, marcó un antes y un después en la historia de la música mexicana. 
Sus excompañeros Joel Solís, Roberto Guadarrama y Pedro Sánchez reúnen a Eusebio "El Chivo" Cortez y a José "Pepe" Guadarrama, estos 2 últimos que abandonaron el grupo el 5 de marzo del año 1995, formando un nuevo grupo llamado Los Mismos Formado por Roberto Guadarrama. Los Mismos significan Los Mismos Bukis, excepto Marco Antonio Solís, pero esta vez con un nuevo vocalista, llamado Pedro Velázquez, grabando su primer álbum llamado Juntos Para Siempre en el año 1996.

## Reencuentro
En el año 2017, Eusebio "El Chivo" Cortez y Pedro Sánchez dejaron Los Mismos para unirse a José Javier Solís y formaron una nueva banda llamada Los BK'S. Se eligió el nombre de Los BK'S porque no pueden usar el nombre original de la banda, debido a que Marco Antonio es propietario de los derechos de autor del nombre. El propósito de la banda es reunirse para una gira final de conciertos y despedirse de los fanáticos. En una entrevista, José Javier declaró que todos los miembros originales son bienvenidos. 
El 9 de mayo del año 2021, en el concierto vía Streaming Bohemia en Pandemia, de Marco Antonio, los integrantes originales de la banda, Joel, Roberto, José Javier, "El Chivo" y Pedro tuvieron una participación interpretando junto con él la icónica canción que los catapultaron a la popularidad hace 35 años atrás, en el año 1986, "Tu cárcel". Semanas después, anunciaron que José "Pepe" Guadarrama se uniría a la banda. 
El 14 de junio del año 2021, los integrantes de Los Bukis se presentaron en SoFi Stadium para hacer oficial su reunión, anunciando una gira por los Estados Unidos en la que se hicieron cuatro conciertos: dos en California, Texas y Illinois. Llamaron a la Gira Una Historia Cantada y se tuvieron que agregar nuevas fechas producto del éxito que generó entre los fanáticos. La gira termino su primera etapa en la ciudad de Oakland, California el 2 de octubre del año 2021, logrando "sold out" en todos los lugares donde se presentaron en los Estados Unidos. 
En febrero del año 2022, anunciaron una segunda etapa en su regreso con conciertos en México que estaba pactada para iniciar el 3 de septiembre en el Estadio Caliente de la ciudad de Tijuana, Baja California y terminando en diciembre en el Estadio Azteca de la Ciudad de México, pero debido a una lesión que sufrió "El Chivo" en la presentación en Los Angeles Memorial Coliseum se pospusieron los posteriores conciertos reacomodando la gira comenzando el 5 de noviembre en el Estadio Venustiano Carranza de la ciudad de Morelia, Michoacán y terminando en el Estadio de Béisbol Monterrey el 10 de diciembre.
Lanzaron su segundo sencillo "Vamos a Qatar", siendo una campaña publicitaria para el Mundial de Fútbol Qatar 2022 por parte de Televisa, en el tema retractan la paz en el deporte.
En 2024, se anunció una residencia en Las Vegas, en el que realizarán 15 presentaciones en el Dolby Live del Park MGM para celebrar sus 50 años de trayectoria.
El 23 de julio de 2025, Los Bukis recibieron su estrella en el Paseo de la fama de Hollywood.

### Línea del tiempo

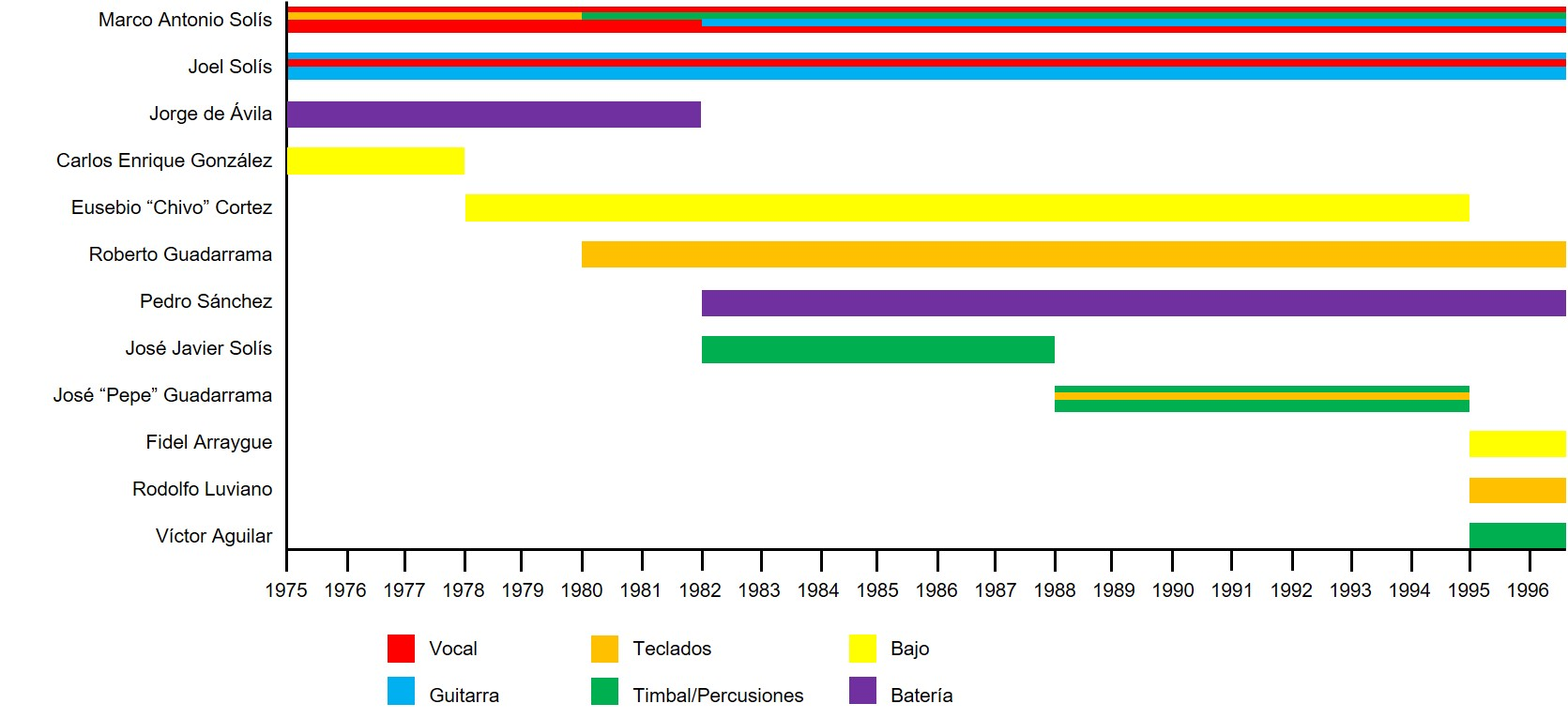

## Miembros

### 1975-1976
- Marco Antonio Solís (fundador): voz/teclados/guitarra/timbales
- Joel Solís (fundador): guitarra/segunda voz
- Jorge de Ávila: batería
- Carlos Enrique González: bajo

### 1976-1978
- Marco Antonio Solís (fundador): voz/teclados
- Joel Solís (fundador): guitarra/segunda voz
- Jorge de Ávila: batería
- Carlos Enrique González: bajo

### 1978-1979
- Marco Antonio Solís (fundador): voz/teclados
- Joel Solís (fundador): guitarra/segunda voz
- Jorge de Ávila: batería
- Eusebio "El Chivo" Cortez: bajo

### 1979-1982
- Marco Antonio Solís (fundador): voz/timbales
- Joel Solís (fundador): guitarra/segunda voz
- Jorge de Ávila: batería
- Eusebio "El Chivo" Cortez: bajo y coros
- Roberto Guadarrama: teclados y segunda voz
- José Javier Solís: percusiones acus y pandero

### 1982-1987
- Marco Antonio Solís (fundador): voz, segunda guitarra y timbales
- Joel Solís (fundador): guitarra/segunda voz
- Eusebio "El Chivo" Cortez: bajo y coros
- Pedro Sánchez: batería
- Roberto Guadarrama: teclados, segunda voz y trompeta
- José Javier Solís: percusiones, pandero y segunda voz

### 1987-1995
- Marco Antonio Solís (fundador): voz, segunda guitarra y timbal
- Joel Solís: (fundador): guitarra/segunda voz
- Eusebio "El Chivo" Cortez: bajo y coros
- Roberto Guadarrama: 1.er teclado, trompeta y segunda voz
- José "Pepe" Guadarrama: 2.º teclado, saxofón, percusiones y segunda voz
- Pedro Sánchez: batería

### 1995-1996
- Marco Antonio Solís (fundador): voz, segunda guitarra y timbales
- Joel Solís (fundador): guitarra/segunda voz
- Fidel Arreygue: bajo
- Roberto Guadarrama: 1.er teclado, trompeta y segunda voz
- Rodolfo Luviano: 2.º teclado
- Víctor Aguilar: percusiones/segunda voz
- Pedro Sánchez: batería

### 2021-presente
- Marco Antonio Solís (fundador): voz, segunda guitarra y timbal
- Joel Solís (fundador): guitarra
- Roberto Guadarrama: 1.er teclado, trompeta y segunda voz
- Eusebio "El Chivo" Cortez: bajo y coros
- José "Pepe" Guadarrama: 2.º teclado, saxofón y segunda voz
- Pedro Sánchez: batería
- José Javier Solís: percusiones, pandero y segunda voz

## Discografía

### Álbumes de estudio
- Jugando con las estrellas (1973) MEL 047

1. Jugando con las estrellas
2. Voy a rifar mi corazón
3. Amigo eterno
4. Mi promesa
5. Nena bonita
6. Necesito rosas
7. Pintando corazones
8. Mira chavita
9. Beso chiquito
10. Ay amor

- Casas de cartón/Falso amor (1975) MEL 075

1. Casas de cartón
2. ¿Quieres ser mi amante?
3. Cuando tu amor me llama (Cuando tu cariño)
4. Falso amor
5. Te necesito tanto amor
6. Los hombres no deben llorar.
7. Sentimientos
8. Mar de soledad
9. Mi plegaria
10. Necesito rosas
11. Te juro que te amo

- Te tuve y te perdí (1977) MEL 165

1. Te tuve y te perdí
2. Cositas de amor
3. El confundido
4. Mi chaparrita
5. Solamente pienso en ti
6. Una noche como esta
7. La cumbia michoacana
8. Siento perderte
9. Que ya nunca me dejes (quiero)
10. Vivir sin ti

- Me siento solo (1978) MEL 207

1. Ilusión pasajera
2. Me siento solo
3. La indiecita
4. Los alambrados
5. Poquito a poco
6. Mi linda esposa
7. Capricho
8. Te vas
9. Una vida de amor
10. Quise olvidarme de ti

- Los triunfadores (1979) MEL 226

1. Triste imaginar
2. Pienso
3. Eres
4. No volvernos a ver
5. Linda realidad
6. No creo más en ti
7. Te quiero a ti
8. Las holgazanas
9. Cuándo me viste con otra
10. Si te pasa lo que me pasó

- Me muero porque seas mi novia/Mi najayita (1980) MEL 249

1. Mi najayita
2. Estabas tan linda
3. Desde entonces
4. Los chicanos
5. Si tú quisieras
6. Me muero porque seas mi novia
7. Sabes
8. Ayer a estas horas
9. Al fin
10. En un rato más

- Presiento que voy a llorar (1981) MEL 275

1. Por bien de los dos
2. Te encontraré
3. Si te sientes tan sola
4. Quisiera mejor morir
5. Que las mantenga el gobierno
6. Si me quieres
7. Quiéreme como soy
8. Presiento que voy a llorar
9. Mi error
10. Más feliz que tú

- Yo te necesito (1982) (MEL 289)

1. Que lástima
2. Las musiqueras
3. Mi gran verdad
4. ¿ Qué pensabas ?
5. Mi castigo de quererte
6. Yo te necesito
7. A mi ley
8. Te esperaré
9. No le hago al barro
10. Una vez más

- Mi fantasía (1983) LASI 3005 Láser

1. Mi fantasía
2. Necesita de ti
3. Llega que llega
4. Ya no te vayas
5. Hasta siempre (Popurrí de temas pasados)
6. Tienes razón
7. Necesito una compañera
8. Viva el amor
9. Si no es contigo
10. Volvamos a intentar
11. Ella no sabía

- ¿A dónde vas? (1985)

1. ¿A dónde vas?
2. Adiós, lo siento
3. Loco por ti
4. Con amor
5. Fíjate, fíjate
6. Cómo me haces falta
7. Ámame
8. Mañana
9. Si tú te fueras de mí
10. De veras

- Me volví a acordar de ti (1986) LASI 3026 Láser

1. Tu cárcel
2. El pobre Juan
3. No me arrepiento
4. La mujer más especial
5. Navidad sin ti
6. Me volví a acordar de ti
7. ¿Dónde estás?
8. Alguien se quedó llorando
9. Éste adiós
10. El regreso del alambrado

- Si me recuerdas (1987) MITV 157

1. Si me recuerdas
2. Y ahora te vas
3. Te voy a amar
4. Consíguete un nuevo viejo
5. Tus mentiras
6. Qué mala
7. Cómo dejar de amarte
8. Si vieras cuánto
9. Adiós, querida esposa
10. Felicito

- Y para siempre. (1989)

1. Motívate
2. A dónde vayas
3. Mi pobre corazón
4. Ladrón de buena suerte
5. Dime que sí
6. Cómo fui a enamorarme de ti
7. Guapa
8. Vete, aléjate de mí
9. Déjale oír tu voz
10. Me dio coraje

- A través de tus ojos (1991) LUD 631

1. Después de un adiós
2. Allá tú
3. Dime que no te perdí
4. Chiquilla bonita
5. Qué puedo hacer por ti
6. Dos
7. A través de tus ojos
8. Mi deseo
9. No te des por vencido
10. Mi ironía

- Quiéreme (1992) LUP 750

1. Quiéreme
2. Viéndolo bien
3. El celoso
4. Qué le vaya bien
5. Buena lección
6. Mi mayor necesidad
7. Porque siempre te amaré
8. Dime dónde y cuándo
9. Qué duro es llorar así
10. Volveré

- Inalcanzable (1993) TMG 1119

1. Acepto mi derrota
2. Tiempo para ti
3. Inalcanzable
4. Morenita
5. A aquella
6. Te olvidé
7. Tú ingratitud
8. Y yo sin ti
9. Encadenada a mí
10. Contra viento y marea

- Por amor a mi pueblo (1995) TMO 1486

1. Tú eres mi lugar
2. Equivocado
3. Una mujer como tú
4. Bajo los ojos de Dios
5. No me esperes ya
6. Si ya no te vuelvo a ver
7. Será mejor que te vayas
8. Junto a la mujer que amo
9. Por amor a mi pueblo
10. Corazón limpio
11. Te amo, mamá
12. Himno a la humildad

En 1990, la cantante y actriz mexicana Lucero graba un álbum tributo llamado Con mi sentimiento e incluye 10 temas que fueron grabado por Los Bukis entre 1977 y 1988. Es interpretado al estilo ranchero en colaboración con el Mariachi Vargas de Tecalitlán.
En 2012, Marisela también graba un álbum e interpreta 11 temas de la prestigiosa banda y, según ella, es un álbum tributo a Los Bukis, titulado El marco de mis recuerdos. Hay que destacar que Marisela es considerada como "la mejor intérprete de Marco Antonio Solís".

### Sencillos más destacados
Desde Casas de cartón/Falso amor:
- 1975: Casas de cartón (U.S. Latín- #7)
- 1976: Falso amor (U.S. Latín- #7)

Desde Te tuve y te perdí:
- 1977: Te tuve y te perdí (U.S. Latín- #15)

Desde Me siento solo:
- 1978: Me siento solo (U.S. Latín- #10)

Desde Los triunfadores:
- 1979: Triste imaginar (U.S. Latín- #13)

Desde Mi najayita:
- 1980: Si tú quisieras (U.S. Latín- #4)
- 1980: Estabas tan linda (U.S. Latín- #8)
- 1980: En un rato más (U.S. Latín- #18)

Desde Presiento que voy a llorar:
- 1981: Presiento que voy a llorar (U.S. Latin- #5)
- 1981: Si me quieres (U.S. Latín- #21)

Desde Yo te necesito:
- 1982: Yo te necesito (U.S. Latín- #2)
- 1982: Las musiqueras (U.S. Latín- #16)
- 1982: Te esperaré (U.S. Latín- #7)
- 1983: Qué lástima (U.S. Latín- #11)

Desde Mi fantasía:
- 1983: Mi fantasía (U.S. Latín- #1)
- 1984: Ya no te vayas (U.S. Latín- #4)
- 1984: Necesito una compañera (U.S. Latín- #11)

Desde ¿A dónde vas?:
- 1985: ¿A dónde vas? (U.S. Latín- #1)
- 1985: Cómo me haces falta (U.S. Latín- #9)
- 1985: Loco por ti (U.S. Latín- #17)
- 1986: Si tú te fueras de mí (U.S. Latín- #20)

Desde Me volví a acordar de ti:
- 1986: Tu cárcel (U.S. Hot Latín Songs- #3)
- 1987: Me volví a acordar de ti (U.S. Hot Latín Songs- #26)
- 1987: Este adiós (U.S. Hot Latín Songs- #9)
- 1987: Navidad sin ti (U.S. Hot Latín Songs- #13/U.S. Latin Pop Airplay- #26)

Desde Si me recuerdas:
- 1988: Y ahora te vas (U.S. Hot Latín Songs- #1)
- 1988: Tus mentiras (U.S. Hot Latín Songs- #10)
- 1989: Si me recuerdas (U.S. Hot Latín Songs- #17)
- 1989: Qué mala (U.S. Hot Latín Songs- #37)

Desde Y para siempre... Los Bukis:
- 1989: Cómo fui a enamorarme de ti (U.S. Hot Latín Songs- #1)
- 1990: A donde vayas (U.S. Hot Latín Songs- #2)
- 1990: Me dio coraje (U.S. Hot Latín Songs- #19)

Desde A través de tus ojos:
- 1991: Mi deseo (U.S. Hot Latín Songs- #1)
- 1991: Dos (U.S. Hot Latín Songs- #21)
- 1991: Chiquilla bonita (U.S. Hot Latín Songs- #15)

Desde Quiéreme:
- 1992: Mi mayor necesidad (U.S. Hot Latín Songs- #1)
- 1992: El celoso (U.S. Hot Latín Songs- #7)
- 1992: Quiéreme (U.S. Hot Latín Songs- #11)
- 1993: Viéndolo bien (U.S. Hot Latín Songs- #13)
- 1993: Qué duro es llorar así (U.S. Hot Latín Songs- #33)

Desde Inalcanzable:
- 1993: Acepto mi derrota (U.S. Hot Latín Songs- #6)
- 1993: Morenita (U.S. Hot Latín Songs- #11)
- 1994: Tu ingratitud (U.S. Hot Latín Songs- #9)
- 1994: Y yo sin ti (U.S. Hot Latín Songs- #16)
- 1994: A aquella (U.S. Hot Latín Songs- #18)
- 1995: Encadenada a mí (U.S. Hot Latín Songs- #32)

Desde Por amor a mi pueblo:
- 1995: Una mujer como tú (U.S. Hot Latín Songs- #1/U.S. Latín Pop Airplay- #3)
- 1995: Será mejor que te vayas (U.S. Hot Latín Songs- #3)
- 1995: Himno a la humildad (U.S. Hot Latín Songs- #6)
- 1996: Por amor a mi pueblo (U.S. Hot Latín Songs- #5)
- 1996: Si ya no te vuelvo a ver (U.S. Hot Latín Songs- #13)
- 1996: Equivocado (U.S. Hot Latín Songs- #8)
- 1996: Te amo, mamá (U.S. Hot Latín Songs- #2)[9]

Versiones de Tu Cárcel en Argentina:
- 1997: La cantante de cumbia y música tropical, Gilda, grabó una versión del tema editada en su álbum póstumo Entre el cielo y la tierra, que salió a la luz tras su fatal accidente en el que perdió la vida en Ceibas, el 7 de septiembre de 1996.
- 2004: El grupo de rock Los Enanitos Verdes grabó una versión del tema editada en su decimotercer álbum En vivo.
- 2010: La cantante de música folklórica, Soledad Pastorutti (La Sole), grabó una versión del tema editada en su decimosegundo álbum Vivo en Arequito, grabado en vivo en el mencionado pueblo santafecino, del cual es oriunda.
- 2018: Los actores mexicanos Michael Ronda y Karol Sevilla grabaron una versión del tema editada en su banda sonora Modo amar, en la serie Soy Luna.

## Cine
- Cómo fui a enamorarme de ti (1990)
- La Coyota - Marco Antonio Solis (1983)
- Las musiqueras (1982)
- Tres contra el destino (1981)
- La Jorobada (1980)